# Чумак, Игорь Владимирович
И́горь Влади́мирович Чума́к (род. 1 апреля 1964, Владивосток, РСФСР, СССР) — советский и российский гандболист. Вратарь. Заслуженный мастер спорта СССР (1988).

## Клубы
- СКИФ Краснодар (???-1990)
- Динамо Астрахань (1990-1992)
- ГК Монпелье (1992-1996)
- Безансон (1996-1999)
- Бордо (1999-2000)
- Виттельсайм (2000)
- Айнтрахт Хильдесхайм (2000-2001)
- Селеста (2001-2003)
- Перпиньян (2003-2005)
- Вильштет (2005-2006)
- Бергишер (2007-2007)
- Вильштет (2010-1/2011)
- Хельмлинген (1/2011-6/2011)

## Достижения
- Олимпийский чемпион 1988 и 1992
- Серебряный призёр ЧМ 1990
- Победитель КМ 1986
- Победитель Игр доброй воли 1990
- Чемпион СССР: 1990
- Чемпион Франции: 1995